# Magnus Carl von Behm

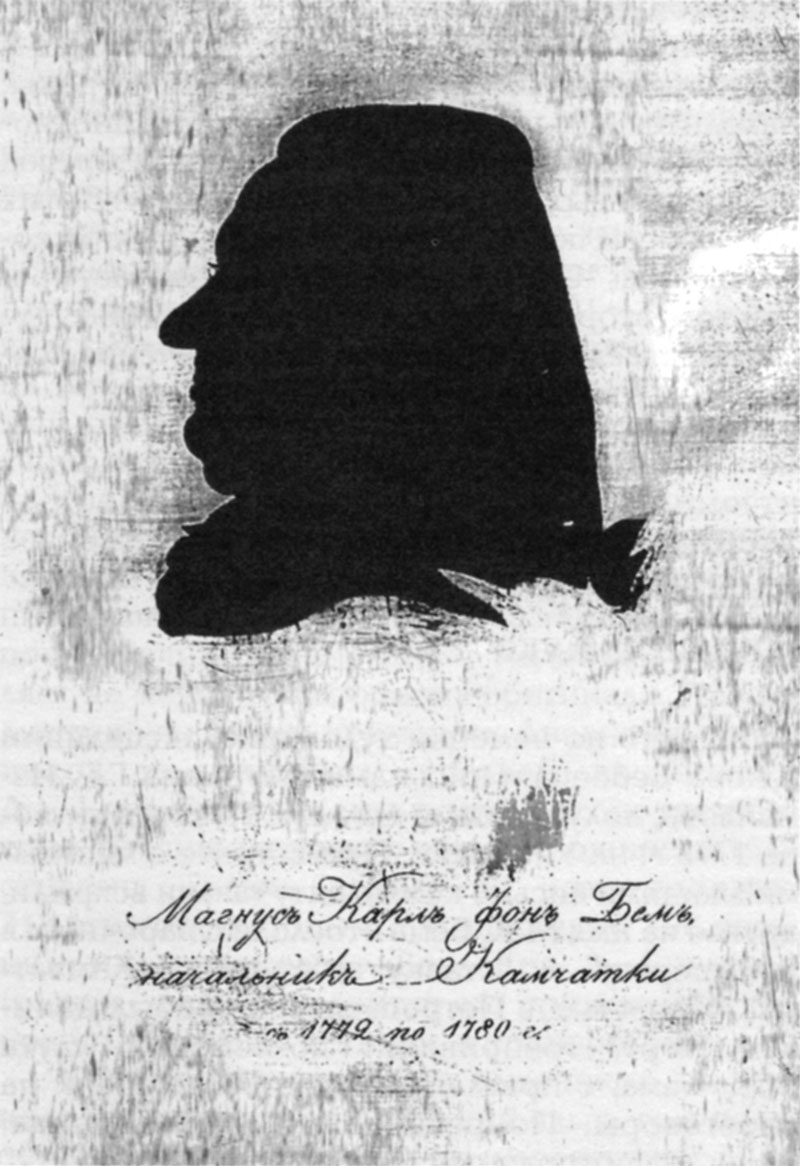
Magnus Carl von Behm

Magnus Carl von Behm, geborener Böhme, (russisch Магнус Карл фон Бем; * 8. Märzjul. / 19. März 1727greg. im Gouvernement Livland; † 27. Junijul. / 9. Juli 1806greg. in Riga) war ein russischer Offizier der Kaiserlich Russischen Armee und Verwaltungsleiter Kamtschatkas.

## Leben
Behm stammte aus einer deutsch-baltischen Familie und trat in den russischen Militärdienst. Er geriet während des Siebenjährigen Kriegs in preußische Gefangenschaft. Nach der Rückkehr diente er weiter in der russischen Armee.
Im April 1772 wurde Behm zum Premiermajor befördert und zum Verwaltungsleiter Kamtschatkas ernannt, um dort für geordnete Verhältnisse zu sorgen. Im April 1771 hatte im Ostrog Bolscherezk (bei dem späteren Ust-Bolscherezk) ein Aufstand sibirischer Kosaken stattgefunden, den der Verbannte Moritz Benjowski organisiert hatte und an dem auch die späteren Forschungsreisenden Dmitri Botscharow und Gerassim Ismailow beteiligt waren. Nach der Ankunft machte Behm sich sofort an die Arbeit zur Lösung der vielfältigen Probleme, wobei er sich auch um die Durchführung der Maßnahmen im Einzelnen kümmern musste, da ihm nur ein einziger Offizier in Nischnekamtschatsk am Unterlauf der Kamtschatka zur Verfügung stand.
Behm verbesserte den Petropawlowsk-Kamtschatski-Hafen und stattete ihn mit Geschützbatterien aus. Er erneuerte in ganz Kamtschatka die verfallenen staatlichen Gebäude und baute die Festung Tagil wieder auf. Er sorgte für eine ordentlich funktionierende Verwaltung, kontrollierte die Zahlung der Kronenzobel-Steuer der Indigenen und die Vergabe von Darlehen aus der Staatskasse an einheimische Kaufleute und deren Rückzahlung. Auch förderte er die Kurilen-Expedition Grigori Schelichows, Pawel Lebedew-Lastotschkins und Iwan Antipins.
James Cook lief 1778 mit seiner Expedition den Petropawlowsk-Kamtschatski-Hafen an, worauf Behm für die erwiesene Gastfreundschaft später von der britischen Regierung eine wertvolle Vase erhielt. Das vom britischen Botschafter D. Harrison angebotene Geld lehnte er ab.
Behm verbesserte die Lebensbedingungen der Kamtschadalen und verstärkte die Disziplin der örtlichen Kosaken-Kommandos. Er errichtete eine Saline, die bis 700 Pud Speisesalz jährlich auslieferte. Für die vor ihm erschlossene Eisenerz-Lagerstätte errichtete er eine Eisenhütte. Die Qualität des produzierten Eisens war aufgrund mangelnder Erfahrung der Arbeiter ungenügend, aber mit Zugabe von Eisen anderer Herkunft konnte es für kleinere Produkte verwendet werden. Auch widmete er sich der Landwirtschaft und ließ Ackerbau betreiben, der aber von seinen Nachfolgern wegen des rauen Klimas wieder aufgegeben wurde. Da es keine Arbeitstiere auf Kamtschatka gab, bestellte er trotz großer Schwierigkeiten Pferde und Kühe aus Jakutsk und eröffnete einen Vieh-Hof bei Werchnekamtschatsk an einem Nebenfluss der Kamtschatka.
Zur Überwachung der angeordneten Arbeiten legte Behm immer wieder ungeachtet der schwierigen Wege und Wetterbedingungen Hunderte von Kilometern zurück, was seine Gesundheit beeinträchtigte. 1776 beantragte er seine Ablösung, die aber erst 1779 erfolgte. Seinem Nachfolger Wassili Schmalew, einem Bruder von Timofei Schmalews, hinterließ er eine wohlgeordnete Verwaltung und eine Bargeldkasse mit 40.000 Rubel.
Behm kehrte nach St. Petersburg zurück und übergab der Kunstkammer der Kaiserlichen Akademie der Wissenschaften einige wertvolle Ausstellungsstücke aus Kamtschatka, wofür er eine goldene Tabatiere und 300 Tscherwonzen erhielt. Dazu erhielt er ein Landgut im Gouvernement Livland und wurde zum Schatzmeister des Kollegiums für Auswärtige Angelegenheiten ernannt. Später wurde er auf eigenen Wunsch Vorsitzender des 2. Departements des Rigaer Gouvernementsmagistrats und zum Hofrat ernannt (7. Rangklasse). 1782 wurde er Mitglied der Kaiserlichen Freien Ökonomischen Gesellschaft zu Sankt Petersburg.; 1787 wurde er in das Adelsgeschlechtsbuch des Gouvernements Riga eingetragen.
Magnus Carl von Behm war mit Eva geborene von Borning verheiratet und hatte drei Töchter und einen Sohn.

### Ehrungen
1792 erhielt er den Orden des Heiligen Wladimir IV. Klasse. 1795 wurde er Kollegienrat (6. Rangklasse).
Behms Namen tragen eine Meerenge (1793 von George Vancouver benannt) und ein Berg (1883 vom US-Navy-Leutnant Nicholson benannt) im Alexanderarchipel.